# François-Régis Laporte
François-Régis Laporte est un créateur de mode français, né le 9 août 1979 en France. Il est principalement connu pour avoir fait renaître en France depuis 2011 le métier séculaire de cravatier jadis initié par Louis XIV.

## Biographie
François-Régis Laporte est issu de l'École de la chambre syndicale de la couture parisienne dont il sort diplômé en 2000 en même temps que le styliste Julien Fournié.
Il apparaît comme un entrepreneur car il cofonde pendant plus de six ans la marque pour hommes Gossuin avant de créer sa propre maison d'accessoires en tant que « Créateur Cravatier ». Depuis presque quatre ans, il participe activement à la renaissance de ce métier d'art initié en France.
Ce nouveau choix de carrière stylistique fait que les médias de la profession qui lui consacrent différentes interviews,, et reportages télévisuels, afin qu'il puisse retracer la fonction historique du cravatier, décrire les innovations de ses créations pour moderniser ce secteur de la mode masculine et dévoiler/défendre le savoir-faire des ateliers de manufacture et de tissage français qui tendent à disparaître.

### Gossuin
En 2004, il fonde avec le mannequin Alain Gossuin la collection de prêt-à-porter pour hommes Gossuin qui intègre un corner en propre dans le grand magasin Bergdorf Goodman à New York.
Parmi les célébrités habillées par le duo, on retrouve l'acteur Ryan Gosling qui porte leurs chemises dans le film Crazy, Stupid, Love. La marque a aujourd'hui disparu.

### Maison F
En 2011, après plus de treize années d'expériences dans la mode, il décide de se lancer dans l'aventure des accessoires avec sa propre collection Maison F.
Rapidement, il est considéré comme faisant partie de « la relève de la mode masculine française » et comme un défenseur du Made in France. Le magazine de mode américain WWD recommandera d'ailleurs à ses lecteurs de découvrir son univers.
Avec Maison F, initiale de son prénom, il veut remettre en avant le métier de Cravatier. Il précise que « malgré son ancrage national historique, il n'existait aucune maison emblématique et spécialisée dans ce type de produits. […] il fallait procéder à un renouvellement du design, innover sur la fonctionnalité de ces produits ». « Sa marque occupe donc une place laissée vacante par les spécialistes d'accessoires » et participe à leur renaissance . Il remet au goût du jour le nœud papillon, en créant des formes uniques , en stylisant ses embouts « comme de vraies ailes de lépidoptère, de têtes de chats, une sirène ou une lune »… Ces derniers disposent d'un système d'attaches magnétiques breveté permettant d'associer deux moitiés de nœuds papillon à nouer,, ou de clipper un nœud pré-noué sur un tour de cou réglable aimanté. Celui qu'on surnomme « Monsieur F » décline par ailleurs la cravate de manière moderne : fine, courte, à nouer par deux ou par trois ,
Ses créations intéresseront certaines marques de mode pour qui il créera des collections capsules d'accessoires intitulées « F pour… ».

#### F pour Michael Bastian
Pour l'automne-hiver 2012, il signe une première collection capsule pour Michael Bastian (en) et créera entre autres le nœud papillon érotique ainsi qu'une robe de chambre pour son défilé new-yorkais qui sera portée par le chanteur Pharrell Williams.

#### F pour Bonpoint
En 2012, il rencontre Christine Innamorato, la directrice artistique de Bonpoint,, pour qui il imagine des coffrets de nœuds papillon interchangeables pour enfants que chacun peut clipper selon ses envies,.
Cette première collaboration donnera lieu à une seconde pour l'été 2014 .

#### F pour Paul and Joe
En 2013, il rencontre Sophie Albou-Mechaly, directrice artistique de Paul and Joe, pour qui il crée une collection capsule .

## Caritatif
En 2012, il crée une frimousse de créateur pour l'Unicef intitulée « Monsieur Tête de Cravate ».

## Célébrités
François-Régis Laporte accessoirise désormais des personnalités comme le chanteur Sébastien Tellier au Festival de Cannes lors de la sortie de son nouvel album, l'acteur chinois Li Chen, l'acteur François Cluzet, le présentateur Yann Barthes et son chroniqueur Maxime Musqua, l'acteur et réalisateur Ruben Alves.

## Première boutique à Paris
En 2013, il lance une boutique on-line, « la plus grande dédiée à la manufacture Parisienne de la cravate et du nœud papillon », et en 2014, il inaugure sa première boutique Maison F dans la rue de Verneuil,.

### Apparitions télévisuelles
Depuis le lancement de sa maison, François-Régis Laporte est souvent interviewé sur la façon dont il fait renaître le métier de cravatier à travers ses créations originales et sur le choix de son atelier version made in France où plus précisément made in Paris : 
- [vidéo] Comment nouer un nœud papillon ou faire un nœud de cravate avec François-Régis LAPORTE, « LES CODES DE L'ART DE VIVRE » sur TV5 Monde - Nec Plus Ultra  par Marie-Ange Horlaville, 19 février 2015 (consulté le 3 mars 2015)
- [vidéo] Interview en vidéo de François-Régis LAPORTE, « VARIATIONS AUTOUR DE LA CRAVATE AVEC MAISON F» sur France 2, 16 décembre 2014 (consulté le 28 février 2014)
- [vidéo] Interview en vidéo de François-Régis LAPORTE, « AU CŒUR DE LA FASHION WEEK DE PARIS » sur AB Groupe - MEN'S UP TV, 30 juin 2013 (consulté le 28 février 2014)
- [vidéo] Interview en vidéo de François-Régis LAPORTE, « MADE IN PARIS » sur BFM TV - BFM Business TV, 18 novembre 2012 (consulté le 28 février 2014)
- [vidéo] Interview en vidéo de François-Régis LAPORTE, « THE BOW ACCESSORIES » sur Luxe.TV - Paris Mode with AFP, 19 octobre 2012 (consulté le 28 février 2014)
- [vidéo] Interview en vidéo de François-Régis LAPORTE, « LES NOUVEAUX DANDYS » sur AB Groupe - MEN'S UP TV, 6 juin 2012 (consulté le 3 mars 2015)